# Književnost u 1792.
◄◄ | ◄ | 1789. | 1790. | 1791. | 1792.  | 1793. | 1794. | 1795. | ► | ►►
Arhitektura • Astronomija • Biologija • Glazba • Kazalište • Kemija • Kiparstvo • Knjige • Književnost • Kršćanstvo • Medicina • Politika • Pravo • Promet • Slikarstvo • Šport • Znanost
Književnost u 1792.

## Svijet

### Rođenja
- 4. studenog – Gustav Schwab, njemački književnik, izdavač, pastor, pjensik, putopisac († 1850.)

## Vanjske poveznice
|  | Zajednički poslužitelj ima još gradiva o temi Književnost u 1792. |